# William Fisher Pearson
William Fisher Pearson, né en 1854 et mort le 3 juillet 1888, était un député néo-zélandais. Il a représenté la circonscription d'Ashley (en) de 1881 jusqu'à sa mort en 1888.